# Akalaphycus
Akalaphycus, rod crvenih algi iz porodice Liagoraceae. Postoje dvije vrste, obje morske.

## Vrste
1. Akalaphycus liagoroides (Yamada) Huisman, I.A.Abbott & A.R.Sherwood
2. Akalaphycus setchelliae (Yamada) Huisman, I.A.Abbott & A.R.Sherwood